# Attheyella wierzejskii
Attheyella wierzejskii är en kräftdjursart som först beskrevs av Mrázek 1893.  Attheyella wierzejskii ingår i släktet Attheyella och familjen Canthocamptidae. Inga underarter finns listade i Catalogue of Life.